# Senegal na Universíada de Verão de 2021
O Senegal participou da Universíada de Verão de 2021, que aconteceu em Chengdu, na China, entre 28 de julho e 8 de agosto de 2023.
A delegação teve cinco atletas — três masculinos e dois femininos —  em duas modalidades olímpicas.

## Competidores
Estas foram as modalidades e atletas que disputaram a edição:
| Esporte   | Masculino | Feminino | Total |
| --------- | --------- | -------- | ----- |
| Atletismo | 2         | 1        | 3     |
| Natação   | 1         | 1        | 2     |
| Total     | 3         | 2        | 5     |

## Desempenho

### Atletismo
Masculino
Provas de pista
| Atleta                  | Evento | Primeira fase | Primeira fase | Semifinal   | Semifinal   | Final       | Final       | Ref.        |
| Atleta                  | Evento | Resultado     | Pos.          | Resultado   | Pos.        | Resultado   | Pos.        | Ref.        |
| ----------------------- | ------ | ------------- | ------------- | ----------- | ----------- | ----------- | ----------- | ----------- |
| El Hadji Malick Soumaré | 400m   | 47.28         | 13 q          | DNF         | DNF         | Não avançou | Não avançou | [ 3 ] [ 4 ] |
| Saliou Seck             | 200m   | DNS           | DNS           | Não avançou | Não avançou | Não avançou | Não avançou | [ 5 ]       |

Feminino
Provas de pista
| Atleta          | Evento             | Primeira fase | Primeira fase | Semifinal   | Semifinal   | Final       | Final       | Ref.  |
| Atleta          | Evento             | Resultado     | Pos.          | Resultado   | Pos.        | Resultado   | Pos.        | Ref.  |
| --------------- | ------------------ | ------------- | ------------- | ----------- | ----------- | ----------- | ----------- | ----- |
| Fatoumata Baldé | 400m               | 57.02         | 21            | Não avançou | Não avançou | Não avançou | Não avançou | [ 6 ] |
| Fatoumata Baldé | 400m com barreiras | DNS           | DNS           | Não avançou | Não avançou | Não avançou | Não avançou | [ 7 ] |

### Natação
Masculino
| Atleta        | Evento        | Eliminatória | Eliminatória | Semifinal   | Semifinal   | Final       | Final       | Ref.  |
| Atleta        | Evento        | Tempo        | Pos.         | Tempo       | Pos.        | Tempo       | Pos.        | Ref.  |
| ------------- | ------------- | ------------ | ------------ | ----------- | ----------- | ----------- | ----------- | ----- |
| Matthieu Seye | 100m livre    | DNS          | DNS          | Não avançou | Não avançou | Não avançou | Não avançou | [ 8 ] |
| Matthieu Seye | 50m borboleta | DNS          | DNS          | Não avançou | Não avançou | Não avançou | Não avançou | [ 9 ] |

Feminino
| Atleta    | Evento         | Eliminatória | Eliminatória | Semifinal   | Semifinal   | Final       | Final       | Ref.   |
| Atleta    | Evento         | Tempo        | Pos.         | Tempo       | Pos.        | Tempo       | Pos.        | Ref.   |
| --------- | -------------- | ------------ | ------------ | ----------- | ----------- | ----------- | ----------- | ------ |
| Oumy Diop | 100m livre     | DNS          | DNS          | Não avançou | Não avançou | Não avançou | Não avançou | [ 10 ] |
| Oumy Diop | 50m costas     | DNS          | DNS          | Não avançou | Não avançou | Não avançou | Não avançou | [ 11 ] |
| Oumy Diop | 100m borboleta | DNS          | DNS          | Não avançou | Não avançou | Não avançou | Não avançou | [ 12 ] |

Legenda
| Recorde mundial      | Recorde mundial (World record)               |                       | Recorde africano                      | Recorde africano (African) |                                           | Q | Classificado por posição (Qualified) |
| Recorde olímpico     | Recorde olímpico (Olympic record)            | Recorde da América    | Recorde da América (Americas)         | q                          | Classificado por melhor tempo (Qualified) |   |                                      |
| Melhor marca do ano  | Melhor marca do ano (World leading)          | Recorde asiático      | Recorde asiático (Asian)              | DNS                        | Não largou (Did not start)                |   |                                      |
| Recorde nacional     | Recorde nacional (National record)           | Recorde europeu       | Recorde europeu (European)            | DNF                        | Não terminou (Did not finish)             |   |                                      |
| Recorde pessoal      | Recorde pessoal do atleta (Personal best)    | Recorde da Oceania    | Recorde da Oceania (Oceania)          | DSQ / DQ                   | Desclassificado (Disqualified)            |   |                                      |
| Recorde da temporada | Recorde da temporada do atleta (Season best) | Recorde sul-americano | Recorde sul-americano (South America) | NM                         | Sem marca (No mark)                       |   |                                      |